# Ireen Sheer
Ireen Sheer (Romford (Engeland), 25 februari 1949) is een Duits-Britse schlagerzangeres. Ze was bijna 25 jaar getrouwd met zanger Gavin du Porter, van wie ze in 2000 scheidde.

## Carrière
Begin jaren 60 werd ze reeds ontdekt in een talentenwedstrijd. Ze zong in enkele groepen en in de jaren 70 begon ze aan haar solocarrière. Met haar eerste single Goodbye Mama had ze een top-5 hit in Duitsland. Haar volgende liedjes werden allemaal hits en ze kwam ook veel op de televisie. In 1973 had ze een rol in de komische film Wenn jeder Tag ein Sonntag wär.
In 1974 nam ze deel aan het Eurovisiesongfestival met het lied Bye bye, I love you voor Luxemburg. Hoewel de titel in het Engels was en dat jaar ook de vrije taalregel gold zong ze het lied in het Frans.
Vier jaar later stond ze opnieuw op het songfestival, ditmaal voor West-Duitsland met het pittige Feuer, waar ze 6de mee werd.
Haar laatste songfestivalervaring had ze in 1985 toen ze opnieuw voor Luxemburg ging in een speciaal samengestelde groep, met het lied Children, Kinder, Enfants werden ze 13de.
Samen met Bernhard Brink waagde ze nog een kans in de Countdown Grand Prix in 2002 met de schlager Es ist niemals zu spät, maar ze werden slechts 7de.
Sheer treedt nog steeds op en brengt ook nog altijd liedjes uit.

## Discografie
Zie ook: Discografie van Ireen Sheer